# 8656 Cupressus
8656 Cupressus este un asteroid din centura principală de asteroizi.

## Descriere
8656 Cupressus este un asteroid din centura principală de asteroizi. A fost descoperit pe 16 august 1990 la Observatorul La Silla de Eric Walter Elst. El prezintă o orbită caracterizată de o semiaxă mare de 2,92 ua, o excentricitate de 0,12 și o înclinație de 4,0° în raport cu ecliptica.